# Judith Grinham
Judith Brenda Grinham, född 5 mars 1939 i Neasden, är en brittisk före detta simmare.
Grinham blev olympisk guldmedaljör på 100 meter ryggsim vid sommarspelen 1956 i Melbourne.